# Cephonodes tamsi
Cephonodes tamsi är en fjärilsart som beskrevs av Griveaud 1960. Cephonodes tamsi ingår i släktet Cephonodes och familjen svärmare. Inga underarter finns listade i Catalogue of Life.